# Luisa Amalia Paladini
Luisa Amalia Paladini (Milano, 24 febbraio 1810 – Lecce, luglio 1872) è stata un'educatrice, scrittrice e poetessa italiana.

## Biografia
Trasferitasi a Lucca con la famiglia, dopo la caduta di Napoleone, iniziò, ancora adolescente, a comporre poesie ispirate da sentimenti patriottici. Fu particolarmente interessata ai problemi dell'educazione giovanile e di quella femminile in particolare. Nel 1834 fondò Il Giornale dei fanciulli e poi, nel 1863, il periodico L'educazione italiana. Scrisse il libretto per l'opera di Giuseppe Lillo Rosmunda in Ravenna (tragedia lirica in 2 atti) che inaugurò il Teatro La Fenice di Venezia il 26 dicembre 1837 (distrutto da un incendio il 13 dicembre 1836).
Fu soprintendente degli asili infantili di Lucca e direttrice della Scuola normale femminile di Firenze. Nel 1872 assunse la direzione dell'educandato femminile di Lecce "Vittorio Emanuele II".

## Opere
- Rosmunda in Ravenna. Tragedia lirica in due atti da rappresentarsi nel gran Teatro La Fenice nel carnovale e quadragesima 1837-38. Parole della signora Luisa Amalia Paladini; musica del sig. Giuseppe Lillo , Venezia, Tipografia Molinari edit., [1838?].
- L'orfana di Lancisa. Melodramma. Da rappresentarsi nel Teatro Re l'estate 1838. Poesia della rinomata dilettante toscana signora Luisa Amalia Paladini; con musica del signor Giuseppe Mazza, Milano, Stamperia Dova, 1838.
- Nuovi canti offerti alla Guardia civica di Lucca, Lucca, coi tipi di Giacomo Rocchi e Figli, 1848.
- Manuale per le giovinette italiane, Firenze, Tip. di T. Baracchi, 1851.
- Fior di memoria per le donne gentili. Prose e poesie, Firenze, L. Melchiorri, 1855.
- La famiglia del soldato. Racconto, Firenze, Le Monnier, 1859 [altre ed. Le Monnier, 1884 e 1891].
- Lettere di ottimi autori sopra cose familiari raccolte da Luisa Amalia Paladini ad uso specialmente delle giovinette italiane, Firenze, Le Monnier, 1861.